# NedWeb
NedWeb je dokumentační centrum, s databází přístupnou na internetu, vzniklé na iniciativu ústavu nizozemských studií („Nederlandistik“) na Vídeňské univerzitě.
Obsahuje dokumentaci nizozemské literatury, jazyka a kultury. Chce také přispět k šíření literatury a porozumění nizozemské a vlámské kultury.
Také ale obsahuje dokumentaci o literatuře a kultuře jiných jazykových skupin, jak zajímají akademiky vídeňské nederlandistiky. Jako například i o české literatuře – jeden ze vztahů nizozemské kultury, který je možný sledovat (nejméně) do dob Jana Amose Komenského. Podle něj dostala také jméno asociace Comenius – Vereniging voor Neerlandistiek in Midden- en Oost-Europa.
Projekt NedWeb začal dokumentací nizozemské literatury v cizině, s překlady bibliografického a sekundárního textového materiálu do němčiny. Podporován a financován je rakouským ministerstvem kultury a věd a vlámskou vládou.
Finanční podpora nizozemského ministerstva školství, kultury a věd, nizozemského ministerstva zahraničních věcí a Nizozemské jazykové unie umožnila od roku 1997 rozšířit dokumentační centrum do dnešního, širšího obsahu.